# Makkabeusok

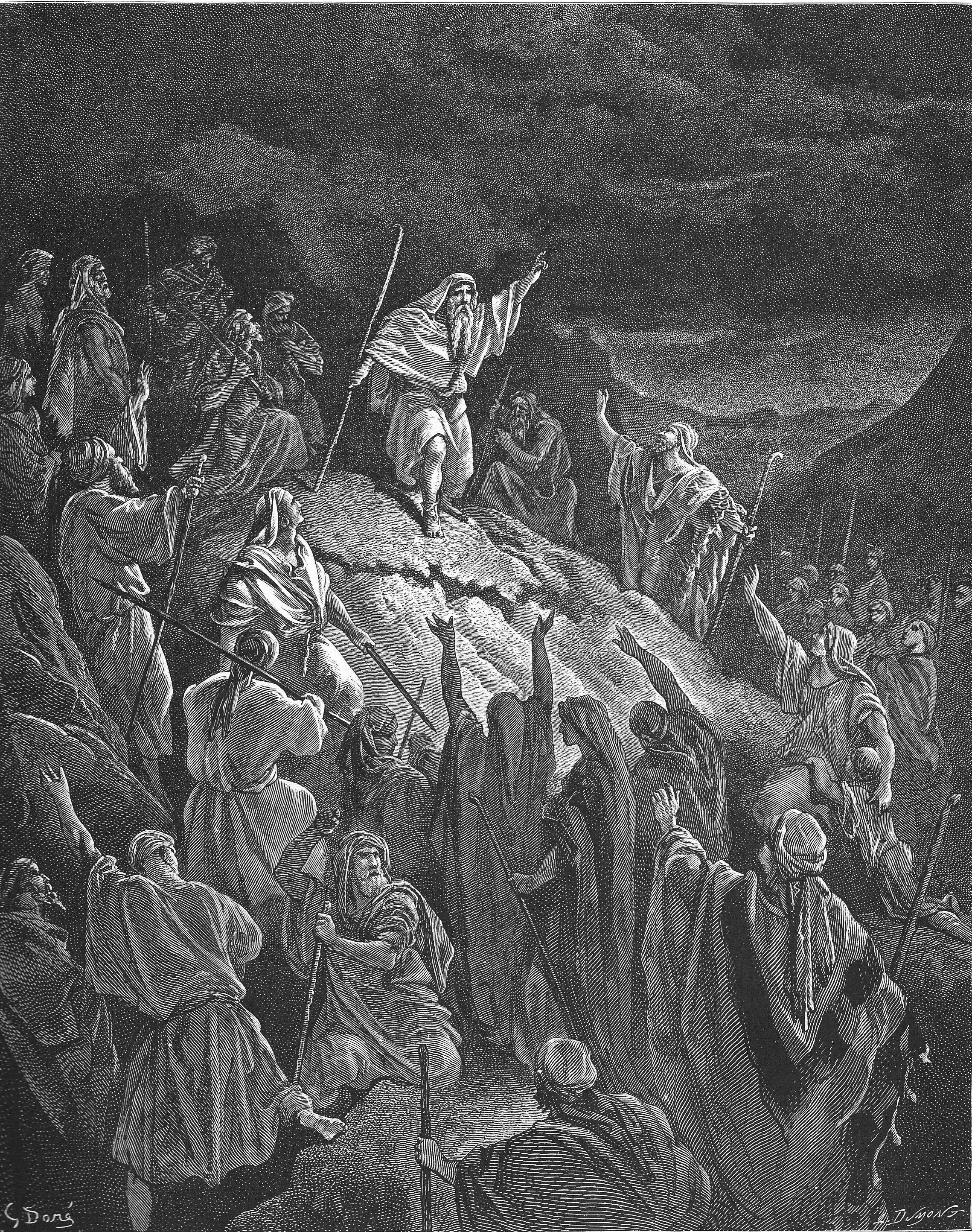
Mattatiás felhívása a zsidókhoz, a The Doré Bible Illustrations illusztrációja

A makkabeusok vagy Makkabeus-dinasztia egy zsidó pap, Mattatiás leszármazottai, illetve követőik voltak, akik felvették a harcot az idegen elnyomók ellen és Kr. e. 167-től Kr. e. 37-ig a zsidóság élén álltak. 
A makkabeus elnevezés eredetileg Mattatiás főpap harmadik fiának, Júdásnak egy melléknevéből ered és a keresztény szerzőknél jelent meg. Később az egész családra és a mozgalomra átvitték a nevet. A görög szóval, makkabeusoknak (= kalapács) elnevezéssel azért nevezték őket, mert legvadabb harcosuk, Júdás Makkabeus úgy sújtott le ellenségeire, mint egy kalapács.
A korabeli rabbinikus szerzők nem használták a makkabeus nevet, így például Iosephus Flavius a csoportot hasmoneusoknak nevezi a Hasmoneus család után. A mai történészek többnyire Johannes Hyrcanus idejétől kezdve beszélnek Hasmoneus-korról. 

## Történet

### Uralomra jutásuk
A Kr. e. 2. században a szeleukidák uralma alá került Izrael. A szeleukidák egyre fokozták az uralmuk alá került területek kifosztását, súlyos adókat vetettek ki, többször kifosztották a jeruzsálemi templomot. Az ősi zsidó szokások és hagyományok durva megsértésével fokozták a nép gyűlöletét. 
IV. Antiokhosz vélhetően egységesítési céllal egyvallásúvá kívánta tenni birodalmát, hogy a külső erőkkel hatékonyabban vehesse fel a harcot, ezért a hellenesztikus vallást akarta elterjeszteni. A zsidó szentélyeket meggyalázta és lerombolta, a relikviákat megpróbálta megsemmisíteni, erőszakkal kényszerített embereket vallásuk elhagyására, görög és más tartományi csapatokat vezényelt Palesztina területére.
Matatiás (Mattathias) a júdeai Modin település papja fellázadt az elnyomók ellen. Miután a szírek az ő településén is felállítottak egy görög istenszobrot és oltárt, megölte az uralkodó tisztviselőit, majd ahol csak tudta, máshol is lerombolta a bálványoltárokat. A családjával ezután elmenekült és a hegyekben rendezkedett be. Matatiás az egész országban meghirdette, hogy aki Istenért harcolni kíván, az szegődjék melléje. A vallásukat tisztelő zsidók nagy számban csatlakoztak hozzá. 
Matatiás egy évig állt a felkelési mozgalom élén, majd halála után a fiai folytatták a megkezdett harc irányítását. Júdás nevű fia lett az utódja. Júdás Kr. e. 165-ben visszafoglalta Jeruzsálemet az elnyomóktól. Leromboltatta a megszentségtelenített oltárt, kivetette a pogány istenszobrokat és újra felszentelte a templomot. Júdás a rómaiakkal kereste a kapcsolatot, hogy biztosítsa a helyzetét. Egy hosszú, elkeseredett küzdelmet indított meg (Kr. e. 165-140) a nép felszabadításáért. Csatában halt meg. Halála után, Kr. e. 160-ban, testvére, Jonathán került a zsidók élére (Kr. e. 142-ig). Jonathán több győzelem után jelentős területeket kapott vissza a szírektől. A rómaiakkal és a spártaiakkal kötött szövetséget. Őutána Matatiás 2. fia, Simon lett a vezető (Kr. e. 142-135). Simon jó körülményeket biztosított a népnek. A nemzet területét megnövelte és meg is tartotta az új területeket. Végül alattomos cselvetés áldozata lett és veje, Ptolemaios egy lakomán gyilkolta meg. Elfogatta feleségét és két fiát is, akiket szintén megöletett. A harmadik fiút szintén meg akarta öletni, de ő elmenekült, a Makkabeus-család iránt hálás nép oltalmába vette, és ő lett az uralkodó.

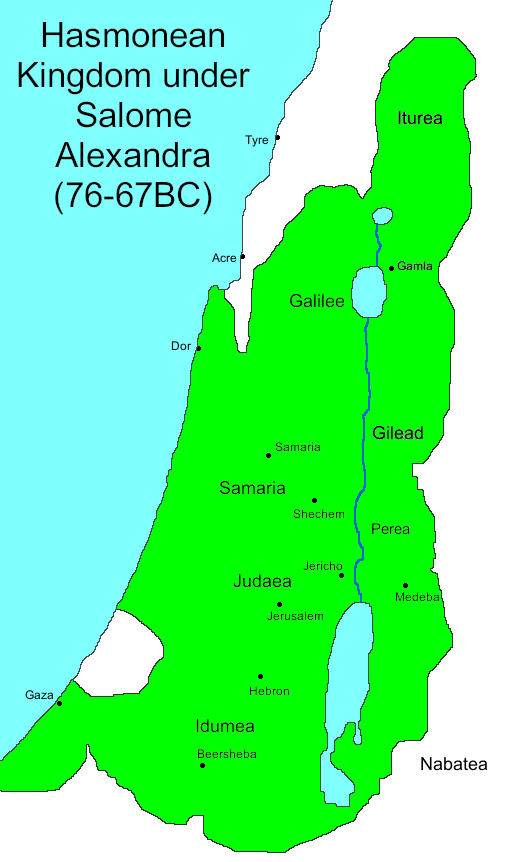
A hasmoneus királyság legnagyobb kiterjedése idején

### Fénykor
Simon fia, Johannes Hyrcanos (I. Hürkánosz János) uralkodása idején érte el a Makkabeus-család a fénykorát. Innentől kezdve hasmoneusokról beszélünk. 
Hyrcanos megújította a rómaiakkal kötött szövetséget, meghódította Idumeát és Szamáriát, a Garizim hegyén épült szamaritánus templomot elpusztította, leigázta a környező népeket. Uralkodója, főpapja és egyben prófétája volt a népének. 31 évi uralkodás után, Kr. e. 104-ben halt meg.

### Hanyatlás
Johannes Hürkánosz halála után hatalmi harc robbant ki a fiai és az utódai között. A Hasmoneus-dinasztia uralmát végül a rómaiak döntötték meg. Pompeius római hadvezér Kr. e. 63-ban bevette Jeruzsálemet. II. Hürkánosz főpapságát elismerte ugyan, de királyságát nem és az ország területét megcsonkította. Kr. e. 37-ben Antigonust Heródes ölette meg, és ezzel végérvényesen megdőlt a Hasmoneusok uralma és Júdea vitán felüli királya Heródes lett.